# تشيرلي هوستن
تشيرلي هوستن هي ممثلة بريطانية ولدت في 20 آب 1974 نشأت في موريكامب في لانكشاير في المملكة المتحدة. تقوم حاليا بدور ايزي ارمسترونج في شارع كورناشين وهو دور لعبته منذ شهر نيسان 2010زكما لعبت دور(ماز) في مسلسل يعرض في الراديو حاليا اسمه فتاة الشدّ.

## حياتها
كان والديها (بيل) و(كارول)يديران عملهما الخاص في التصوير . لديها أخوان اثنان أكبرمنها هما (لي) و(فينسينت) .بدأ حبها للتسلية في سن السابعة عندما شاهدت فيلم ( آني ) وفي سن المراهقة بدأت بالظهور في مسرحيات مدرسية، ثم تدربت فيما بعد في مدرسة (آزون للمسرح) في مانشستر، وبعد تخرجها مباشرة عندما كان عمرها 23 عامًا تم تشخيصها بالإصابة بمتلازمة (اهليرز دانلوز) وهي حالة نادرة من اضطراب النسيج الضامّ من النوع الثالث وهو نوع فرط الحركة ومنذ ذلك الوقت أصبحت تستخدم الكرسي المتحرك .

## الحياة المهنية
في عام 2001 لعبت دور فتاة مصابة بتصلّب لُوَيحي متعدّد في المسلسل التلفزوني (الأطباء) ثم تبع ذلك العديد من الأعمال التلفزيونية، حيث ظهرت في مسلسلات مثل : ( ذا بيل ) ومسلسل (هولبي سيتي ) و ( اميرديل ) , كما ظهرت في مسلسل كوميدي ( فريدين ) حيث لعبت دور صديقة مستخدم كرسي العجلات ( آندي بيبكن ) الذي قام بدوره ( مات لوكاس ) . في عام 2006 كانت إحدى الشخصيات الرئيسية في البرنامج الكوميدي ( أنا مع الغبي ) الذي عرض على (بي بي سي 3) حيث قامت بدور ( دوروثين ) وفي عام 2010 قامت بدور ( ايزي ارمسترونج ) في مسلسل ( كورونيشن ستريت ) وفي عام 2015 لعبت دور ( ماز ) في المسلسل الإذاعي الدرامي ( فتاة الشدّ ).
وكان هناك ثلاثة مسلسلات أسبوعية طويلة : ( تي جي وتروبيكال ايلاند ) حيث كان عليها أن تجمع المال للوصول إلى حفل زفاف صديقة في ( سيشيليز ) . وفي ( تي جي وريونوين – جمع الشمل ) تتشاجر مع صديقة قديمة بعد اكتشافها أنه طُلب منها أن تكون صديقتها لسبب كونها ذات إعاقة . وفي ( تي جي والعالم الداعم ) حيث تتقبل ( ماز ) الوضع من حيث الاحتياج إلى عامل داعم يقوم بتوفير الدعم والاهتمام وتوظيفه مع الاحتفاظ بوظيفتها الجزئية في مكتب بريد المسرح .
كذلك يوجد تمثيلية دراما مدتها 45 دقيقة تعرض لمرة واحدة تصور ( ماز ) في عيادة أمراض مزمنة حيث تم إذاعتها في 30 آب 2019.
كل ما ذكر سابقا من مسلسلات، كتبها ( ليو رامسدين ) وأنتجها (تشارلوت ريتشز) . كما أنها ارتكزت جزئيا على أحداث من حياة (تشيرلي ) من حيث تشاركها مع ( ماز ) بالإصابة بمتلازمة اضطراب الأنسجة الضام، الخلع , والآلام المزمنة.